# Nastri d'argento 2017
Els Nastri d'argento 2017 foren la 72a edició de l'entrega dels premis Nastro d'Argento (Cinta de plata) que va tenir lloc l’1 de juliol 2017 al teatre grecoromà de Taormina. a la inauguració del Taormina Film Fest. Fou presentada per Andrea Delogu i retransmesa en diferit el 5 de juliol per Rai Movie. Les candidatures foren fetes públiques el 6 de juny de 2017 al MAXXI - Museo nazionale delle arti del XXI secolo.

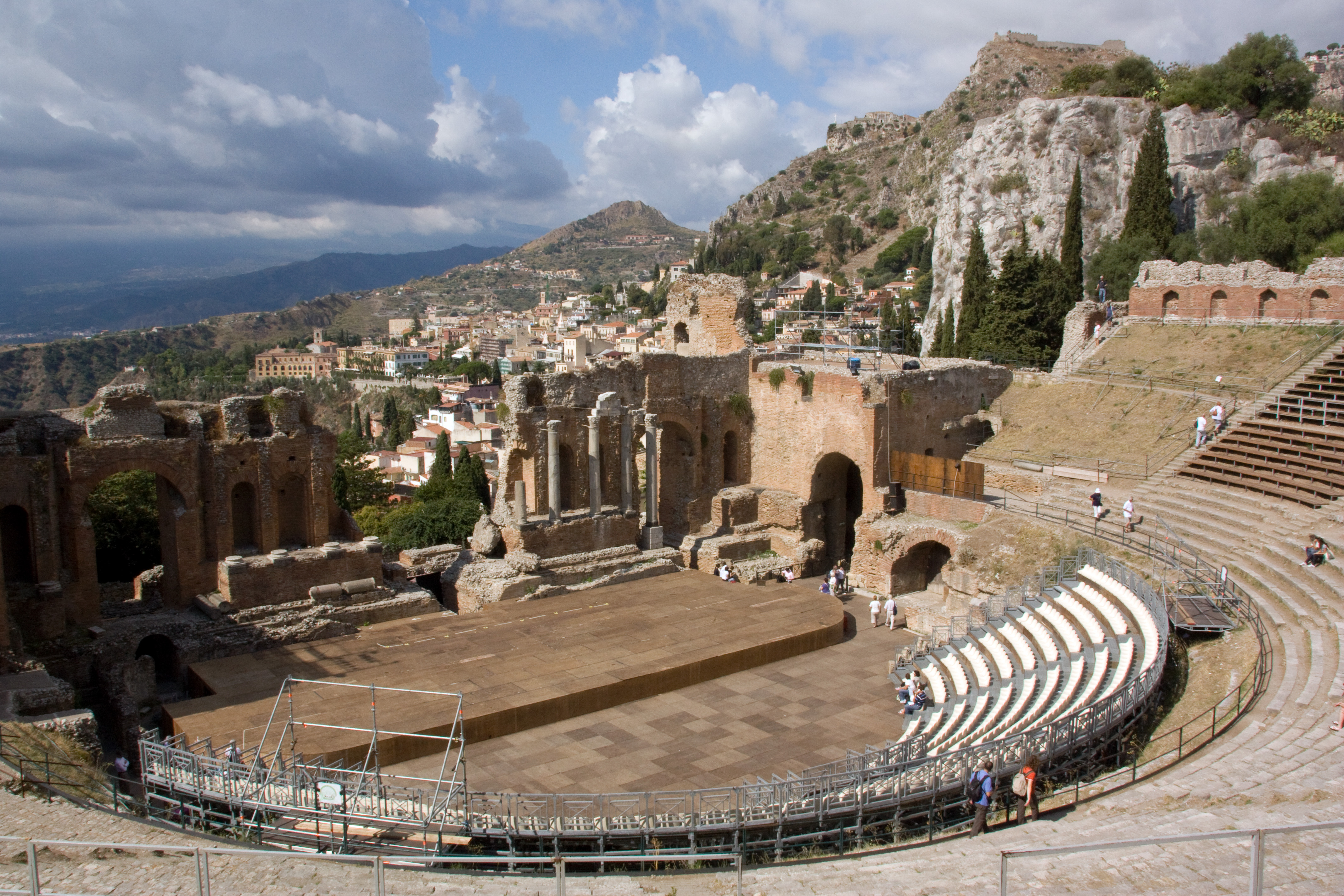
El Teatre de Taormina on s'entreguen els premis.

## Guanyadors

### Millor pel·lícula
- La tenerezza, dirigida per Gianni Amelio
- Fiore, dirigida per Claudio Giovannesi
- Fortunata, dirigida per Sergio Castellitto
- Indivisibili, dirigida per Edoardo De Angelis
- Tutto quello che vuoi, dirigida per Francesco Bruni

### Millor director
- Gianni Amelio - La tenerezza
- Marco Bellocchio - Fai bei sogni
- Edoardo De Angelis - Indivisibili
- Ferzan Özpetek - Rosso Istanbul
- Fabio Grassadonia e Antonio Piazza - Sicilian Ghost Story

### Millor director novell
- Andrea De Sica - I figli della notte
- Roberto De Paolis - Cuori puri
- Vincenzo Alfieri - I peggiori
- Marco Danieli - La ragazza del mondo
- Fabio Guaglione e Fabio Resinaro - Mine

### Millor pel·lícula de comèdia
- L'ora legale de Salvo Ficarra i Valentino Picone
- Lasciati andare de Francesco Amato
- Moglie e marito di Simone Godano
- Omicidio all'italiana de Maccio Capatonda
- Orecchie d'Alessandro Aronadio

### Millor productor
- Attilio De Razza i Pierpaolo Verga - Indivisibili
- Attilio De Razza - L'ora legale
- Beppe Caschetto - Fai bei sogni i Tutto quello che vuoi
- Gaetano Di Vaio i Gianluca Curti - Falchi
- Beppe Caschetto i Rita Rognoni - Fiore
- Nicola Giuliano, Francesca Cima, Carlotta Calori i Viola Prestieri - Fortunata
- Claudio Bonivento - Il permesso - 48 ore fuori
- Nicola Giuliano, Francesca Cima, Carlotta Calori i Massimo Cristaldi - Sicilian Ghost Story

### Millor argument
- Nicola Guaglianone - Indivisibili
- Massimiliano Bruno, Herbert Simone Paragnani i Gianni Corsi - Beata ignoranza
- Edoardo Leo, Alessandro Aronadio i Renato Sannio - Che vuoi che sia
- Fabio Mollo i Josella Porto - Il padre d'Italia
- Michele Astori i Pierfrancesco Diliberto - In guerra per amore

### Millor guió
- Francesco Bruni - Tutto quello che vuoi
- Claudio Giovannesi, Filippo Gravino i Antonella Lattanzi - Fiore
- Margaret Mazzantini - Fortunata
- Ugo Chiti, Gianfranco Cabiddu, Salvatore De Mola amb Francesco Marino - La stoffa dei sogni
- Alex Infascelli i Francesca Manieri - Piccoli crimini coniugali

### Millor actor protagonista
- Renato Carpentieri - La tenerezza
- Marco Giallini i Alessandro Gassmann - Beata ignoranza
- Luca Marinelli - Il padre d'Italia
- Michele Riondino - La ragazza del mondo
- Toni Servillo - Lasciati andare

### Millor actriu protagonista
- Jasmine Trinca - Fortunata
- Giovanna Mezzogiorno i Micaela Ramazzotti - La tenerezza
- Greta Scarano - La verità sta in cielo i Smetto quando voglio - Masterclass
- Sara Serraiocco - Non è un paese per giovani i La ragazza del mondo
- Isabella Ragonese - Sole cuore amore, Il padre d'Italia

### Millor actriu no protagonista
- Sabrina Ferilli - Omicidio all'italiana (ex aequo)
- Carla Signoris - Lasciati andare (ex aequo)
- Barbora Bobuľová - Cuori puri i Lasciami per sempre
- Margherita Buy - Come diventare grandi nonostante i genitori i Questi giorni
- Anna Ferruzzo - Il padre d'Italia

### Millor actor no protagonista
- Alessandro Borghi - Fortunata i Il più grande sogno
- Ennio Fantastichini - Caffè i La stoffa dei sogni
- Edoardo Pesce - Cuori puri i Fortunata
- Valerio Mastandrea - Fiore
- Claudio Amendola i Luca Argentero - Il permesso - 48 ore fuori

### Millor fotografia
- Luca Bigazzi - La tenerezza i Sicilian Ghost Story
- Daniele Ciprì - Fai bei sogni i Fiore
- Duccio Cimatti - La guerra dei cafoni
- Arnaldo Catinari - Piccoli crimini coniugali i Tutto quello che vuoi
- Gian Filippo Corticelli - Rosso Istanbul

### Millor vestuari
- Massimo Cantini Parrini - Indivisibili
- Daria Calvelli - Fai bei sogni
- Cristiana Ricceri - La guerra dei cafoni
- Beatrice Giannini i Elisabetta Antico - La stoffa dei sogni
- Patrizia Mazzon - Smetto quando voglio - Masterclass

### Millor escenografia
- Marco Dentici - Fai bei sogni i Sicilian Ghost Story
- Dimitri Capuani - I figli della notte
- Giancarlo Basili - La tenerezza
- Marina Pinzuti Ansolini - Piccoli crimini coniugali
- Alessandro Vannucci - Smetto quando voglio - Masterclass

### Millor muntatge
- Francesca Calvelli - Fai bei sogni
- Giuseppe Trepiccione - Fiore
- Roberto Siciliano - Il permesso - 48 ore fuori
- Jacopo Quadri - La guerra dei cafoni
- Matteo Santi, Fabio Guaglione i Filippo Mauro Boni - Mine

### Millor so en directe
- Alessandro Rolla - Fortunata
- Stefano Campus - Il permesso - 48 ore fuori
- Alessandro Zanon - La tenerezza
- Remo Ugolinelli i Alessandro Palmerini - Sole cuore amore
- Gianluca Costamagna - Tutto quello che vuoi

### Millor banda sonora
- Enzo Avitabile - Indivisibili
- Nino D'Angelo - Falchi
- Stefano Di Battista - Sole cuore amore
- Giuliano Sangiorgi - Non è un paese per giovani
- Giuliano Taviani i Carmelo Travia - Rosso Istanbul

### Millor cançó
- Abbi pietà di noi, música i lletra d'Enzo Avitabile, interpretada per Enzo Avitabile, Angela i Marianna Fontana - Indivisibili
- Donkey flyin' in the sky, música i lletra de Santi Pulvirenti, interpretada per Thony - In guerra per amore
- Quando le canzoni finiranno, música i lletra de Diego Mancino, Dario Faini, interpretada per Emma - La cena di Natale
- L'estate addosso, música de Jovanotti, Christian Rigano i Riccardo Onori, lletra de Jovanotti, Vasco Brondi, interpretada per Jovanotti - L'estate addosso
- Ho perso il mio amore, composta per Cheope, Federica Abbate i Giuseppe Anastasi, interpretada per Arisa - La verità, vi spiego, sull'amore

### Nastro d'Argento europeu
- Monica Bellucci - On the Milky Road - Sulla Via Lattea

### Nastro d'argento a la carrera
- Roberto Faenza, 50 anys de cinema l'any de La verità sta in cielo

### Nastro d'Argento especial
- Giuliano Montaldo - Tutto quello che vuoi

### Premis especials
- 7 minuti de Michele Placido i Sole cuore amore de Daniele Vicari per l'atenció al cinema civil en particular sobre el tema del treball
- Andrea Sartoretti i Claudia Potenza a Monte d'Amir Naderi per participar en una dura prova d’interpretació.[5]

### Premi Nino Manfredi
- Pierfrancesco Favino i Kasia Smutniak - Moglie e marito di Simone Godano

### Nastro de l'any
- The Young Pope

### Premi pel cinema jovee

#### Cinquina speciale 2017 – Millor pel·lícula sobre joves
- Piuma, dirigida per Roan Johnson
- L'estate addosso, dirigida per Gabriele Muccino
- Non è un paese per giovani, dirigida per Giovanni Veronesi
- Slam - Tutto per una ragazza, dirigida per Andrea Molaioli
- The Startup, dirigida per Alessandro D'Alatri

#### Nastri d'argento SIAE pels nous guionistes
- Irene Dionisio - Le ultime cose
- Michele Vannucci - Il più grande sogno

#### Premi Graziella Bonacchi – Actor revelació de l'any
- Simone Liberati - Cuori puri

#### Premi Guglielmo Biraghi
- Brando Pacitto - L'estate addosso de Gabriele Muccino i Piuma de Roan Johnson
- Daphne Scoccia - Fiore de Claudio Giovannesi
- Angela i Marianna Fontana - Indivisibili de Edoardo De Angelis
- Ludovico Tersigni - Slam - Tutto per una ragazza d'Andrea Molaioli

#### Premi Guglielmo Biraghi – Menció especial
- Andrea Carpenzano - Tutto quello che vuoi de Francesco Bruni
- Vincenzo Crea - I figli della notte d'Andrea De Sica

##### Premi Guglielmo Biraghi – Nova Imatge
- Valentina Bellè e Giacomo Ferrara - Il permesso - 48 ore fuori de Claudio Amendola

### Premis dels patrocinadors

#### PremiHamiltonbehind the camera
- Gabriele Muccino - L'estate addosso

#### PremiPersol- Personatge de l'any
- Claudio Amendola e Luca Argentero - Il permesso - 48 ore fuori

#### PremioWellaper la imatge
- Jasmine Trinca - Fortunata

### Corti d'argento

#### Millor curtmetratge
- Moby Dick de Nicola Sorcinelli
- Era ieri de Valentina Pedicini
- Food for Thought de Davide Gentile
- Penalty d'Aldo Iuliano
- Respiro d'Andrea Brusa i Marco Scotuzzi

### Millor curtmetratge d'animació
- Life Sucks! But At Least I've Got Elbows de Nicola Piovesan
- Eidos de Elena Ortolan i Alberto Comerci
- Home de Silvia De Gennaro
- Ossa de Dario Imbrogno
- Lo Steinway di Massimo Ottoni

## Nastri Doc
- Assalto al cielo, dirigida per Francesco Munzi
- Femminismo!, dirigida per Paola Columba